# Oncidium stacyi
Oncidium stacyi (возможные русские названия: Онцидиум Стейси, или Онцидиум стации) — многолетнее эпифитное трявянистое растение из рода Oncidium — Онцидиум семейства Орхидные, или Ятрышниковые (Orchidaceae).

## Синонимы
- Cohniella stacyi (Garay) Christenson 1999
- Stilifolium stacyi (Garay) Lückel 1998
- Trichocentrum stacyi (Garay) M.W.Chase & N.H.Williams 2001
- Oncidium wittii Oppenheim

## Этимологияи история описания
Вид не имеет устоявшегося русского названия, в русскоязычных источниках обычно используется научное название Oncidium stacyi. 

Английское название — Stacy’s Oncidium.
Растение обнаружено вблизи боливийского города Санта-Крус (Санта-Крус-де-ла-Сьерра). Первооткрыватель — Рене Луис Морено. 
 Вид описал ботаник Лесли Гарай, растение было названо в честь его друга Джона Стейси. 

Описание вида и его коммерческое использование вызвали оживленную полемику и скандал в среде специалистов, что нашло своё отражение в количестве синонимов его научного названия и обыграно писательницей Сьюзан Орлеан в одном из романов. 

В настоящее время Онцидиум Стейси является символом Орхидного Клуба Санта-Крус.

## Биологическое описание
Побег симподиального типа. 

Листья зелёные, суккулентные, тонкие, цилиндрические, свисающие (называемые орхидеистами «мышиный хвост»), длиной более одного метра. 

Цветонос дугообразный, разветвленный, до 20 см в длину. Несет до 15 цветов.

Цветки ароматные, около 3 см в диаметре, жёлтые с оранжево-коричневыми пятнмаи, не увядают около 15 дней. Цветёт весной.

## Ареал, экологические особенности
Боливия, Перу. 
На деревьях и колючих кустарниках. Средняя годовая температура 21—24 °C. Наибольшее количество осадков выпадает в январе — феврале.
| Весна                    | Лето                  | Осень              | Зима                  |
| ------------------------ | --------------------- | ------------------ | --------------------- |
| 18 °C — 33 °C            | 22 °C — 38 °C         | 20 °C — 30 °C      | 8 °C — 29 °C          |
| 21 сентября — 20 декабря | 21 декабря — 20 марта | 21 марта — 20 июня | 21 июня — 20 сентября |

Онцидиум Стейси относится к числу охраняемых видов (II приложение CITES). Количество мест, где растет этот вид, неуклонно сокращается, поскольку в Боливии ежегодно вырубается около 300 000 гектаров лесов.

## В культуре
Температурная группа — теплая. Для нормального цветения обязателен перепад температур день/ночь в 5-8°С.
 Освещение — яркий рассеянный свет.
Относительная влажность воздуха 60-80 %.
Посадка на блок или в корзинку для эпифитов с субстратом из сосновой коры средней фракции, иногда с дополнительными добавками. 

В гибридизации почти не используется.